# Mistrzostwa Europy Juniorów w Saneczkarstwie 1957
3. Mistrzostwa Europy juniorów w saneczkarstwie 1957 odbyły się 2 lutego w Vitipeno, we Włoszech. Rozegrane zostały trzy konkurencje: jedynki kobiet, jedynki mężczyzn oraz dwójki mężczyzn. W klasyfikacji medalowej najlepsi byli Austriacy, którzy zdobyli osiem z dziewięciu medali, w tym wszystkie złote.
Z zawodach po raz pierwszy wzięli udział Polacy.

## Terminarz
| Data          | Miejscowość | Konkurencja      | Złoto                      | Srebro                       | Brąz                                 |
| ------------- | ----------- | ---------------- | -------------------------- | ---------------------------- | ------------------------------------ |
| 2 lutego 1957 | Vitipeno    | Jedynki kobiet   | Annemarie Mayr             | Olga Schrott                 | Brigitte Fink                        |
| 2 lutego 1957 | Vitipeno    | Jedynki mężczyzn | Josef Feistmantl           | Herbert Thaler               | Manfred Schweiberer                  |
| 2 lutego 1957 | Vitipeno    | Dwójki mężczyzn  | Ewald Walch Josef Marinerl | Helmut Thaler Herbert Thaler | Robert Unterfrauner Josef Feistmantl |

## Wyniki

### Jedynki kobiet
- Data / Początek: Sobota 2 lutego 1957

| Medal | Zawodniczka          | Narodowość |
| ----- | -------------------- | ---------- |
|       | Annemarie Mayr       | Austria    |
|       | Olga Schrott         | Austria    |
|       | Brigitte Fink        | Włochy     |
| 4.    | Hanni Possmoser      | Austria    |
| 5.    | Brunhilde Payerhuber | Austria    |
| 6.    | Sieglinde Profenter  | Austria    |
| 7.    | Marianne Winkler     | RFN        |
| 8.    | Elfriede Schneider   | Włochy     |
| 9.    | Herta Kammerer       | RFN        |
| 10.   | Gretl Angerer        | Austria    |
| 11.   | Waltraud Rainer      | Włochy     |
| 12.   | Gertruda Bączek      | Polska     |

### Jedynki mężczyzn
- Data / Początek: Sobota 2 lutego 1957

| Medal | Zawodnik            | Narodowość |
| ----- | ------------------- | ---------- |
|       | Josef Feistmantl    | Austria    |
|       | Herbert Thaler      | Austria    |
|       | Manfred Schweiberer | Austria    |
| 4.    | Helmut Thaler       | Austria    |
| 5.    | Johann Graber       | Włochy     |
| 6.    | Ewald Walch         | Austria    |
| 7.    | Wolfgang Winkler    | RFN        |
| 8.    | Klaus Kurz          | RFN        |
| 9.    | Johann Durnwalder   | Włochy     |
| 10.   | Josef Mariner       | Austria    |
| 11.   | Wolfgang Schmeissl  | Austria    |
| 12.   | Ernst Laumgruber    | Austria    |
| 13.   | Paolo Ambrosi       | Włochy     |
| 14.   | Herbert Bussola     | Włochy     |
| 15.   | Kurt Miskulnik      | Austria    |
| 16.   | Georg Moroder       | Włochy     |
| 17.   | Vladimir Klinar     | Jugosławia |
| 18.   | Franc Zupan         | Jugosławia |
| 19.   | Robert Unterfrauner | Austria    |
| 20.   | Zdenko Vesel        | Jugosławia |
| 21.   | Rudolf Feistmantl   | Austria    |
| 22.   | Georg Samhammer     | RFN        |
| 23.   | Tomislav Polka      | Jugosławia |
| 24.   | Max Leo             | RFN        |
| 25.   | Raimund Wurzer      | Włochy     |
| 26.   | Leonhard Eham       | RFN        |
| 27.   | Ewald Schmidt       | Austria    |
| 28.   | Richard Holzer      | Włochy     |
| 29.   | Ernst Wild          | Włochy     |
| 30.   | Zdzisław Siuda      | Polska     |
| 31.   | Sigisfredo Mair     | Włochy     |
| 32.   | Ludwig Dapunt       | Włochy     |
| 33.   | Edward Fender       | Polska     |
| 34.   | Giorgo Girardi      | Włochy     |

### Dwójki mężczyzn
- Data / Początek: Sobota 2 lutego 1957

| Medal | Zawodnik                             | Narodowość |
| ----- | ------------------------------------ | ---------- |
|       | Ewald Walch Josef Mariner            | Austria    |
|       | Helmut Thaler Herbert Thaler         | Austria    |
|       | Robert Unterfrauner Josef Feistmantl | Austria    |
| 4.    | Johann Graber Paolo Ambrosi          | Włochy     |
| 5.    | Manfred Schweiberer Kurt Miskulnik   | Austria    |
| 6.    | Klaus Kurz Herta Kammerer            | RFN        |
| 7.    | Ernst Laimgruber Rudolf Feistmantl   | Austria    |
| 8.    | Herbert Bussola Elfriede Schneider   | Włochy     |
| 9.    | Ewald Schmidt Wolfgang Schmeissl     | Austria    |
| 10.   | Vladimir Klinar Tomislav Polka       | Jugosławia |
| 11.   | Ernst Wild Ludwig Dapunt             | Włochy     |
| 12.   | Edward Fender Zdzisław Siuda         | Polska     |
| 13.   | Leonhard Eham Winkler                | RFN        |
| 14.   | Wolfgang Winkler Max Leo             | RFN        |

## Klasyfikacja medalowa
| Miejsce | Państwo |   |   |   | Razem |
| ------- | ------- | - | - | - | ----- |
| 1.      | Austria | 3 | 3 | 2 | 8     |
| 2.      | Włochy  | 0 | 0 | 1 | 1     |